# 알렉시 드 토크빌
알렉시 드 토크빌(Alexis de Tocqueville)이라는 이름으로 잘 알려진 토크빌 백작 알렉시샤를앙리 클레렐(Alexis-Charles-Henri Clérel, comte de Tocqueville)은 1805년 7월 29일 파리에서 태어나 1859년 4월 16일 칸에서 사망한 프랑스의 법관, 작가, 역사가, 여행가, 철학자, 정치학자이자, 사회학의 선구자, 정치가, 아카데미 회원이다.  
제정기로부터 왕정복고, 7월 왕정, 제2공화제, 제2제정이라는 격동의 시대를 보낸 토크빌은 영국의 자유주의자들과 교류하며, 존 스튜어트 밀에게 큰 영향을 주었다 
노르망디의 유서깊은 귀족 가문에서 태어난 토크빌은 법학을 공부하고 1827년 법관이 되었다. 1825년부터 토크빌은 프랑스에서 민주주의의 열풍은 필연적이라고 확신했다. 1831년 토크빌은 미국의 형무소 체제 연구를 위해 내각에서 사절로 보내졌다. 
토크빌은 일 년 가까이 미국에서 체류하면서 전반적인 민주주의 체제와(민주정의 효용, 위험성, 역학), 구체적으로 미국의 예시를 분석한 《미국의 민주주의》을 저술했는데, 1835년부터 1840년까지 출판하며 큰 성공을 거뒀다. 이를 통해 토크빌은 33세의 나이로 윤리·정치학 아카데미 회원으로 선출되었고, 이후 36세에 아카데미 프랑세즈 회원으로 선출된다. 
토크빌은 1839년 총선에 출마하여 토크빌 가문의 성이 자리한 망슈의 발로뉴 하원의원으로 당선되었고, 1851년 12월 루이 나폴레옹의 쿠데타가 있을 때까지 쭉 재선되었다. 토크빌은 중도 좌파로서 행보했다. 
1848년 혁명 이후 토크빌은 보편선거에서 제헌의회 의원으로 선출되어 17명의 다른 의원들과 함께 제2공화국 헌법을 집필하는 역할을 맡았다. 1849년 총선에서도 당선되어 6월부터 10월까지 오딜롱 바로 내각에서 외무장관을 맡았다. 
저서로는 《미국의 민주주의》와 《구체제와 프랑스 혁명》이 있다. 

## 생애
토크빌은 노르망디의 귀족 집안에서 태어났고, 그 조상들은 헤이스팅스 전투에서 싸웠다. 부모는 루이 16세 밑에서 공무원으로 일을 하던 중 프랑스 혁명 후 기존 기득권 세력을 숙청하고자 하는 자코뱅당에 의해 제거될 뻔 했으나 1794년 막시밀리앵 드 로베스피에르의 몰락에 따라 간신히 죽음을 면했다. 후에 나폴레옹이 집권하자 시기에 영국에서의 망명생활을 청산하고 다시 프랑스로 돌아왔다. 
토크빌은 법률을 배운 뒤에 변호사, 재판관(1827년)으로 활동하였다. 7월 왕정 (July Monarchy)을 혐오했던 토크빌은 1830년부터 정치생활을 시작한다. 1831년 4월, 정부의 명을 따라 미국의 교도소를 시찰하여 프랑스 교도시설 개선방법을 연구하기 미국으로 건너갔다. 그러나 실질적인 목적은 미국의 민주주의의 실패를 파악하기 위함이었다. 다음해에 귀국 후 《미국의 민주주의》(1835∼1840)를 저술하였다. 저서를 통해 그는 근대 민주주의 사회로의 이행을 필연적 현상으로 보았으며, 더 나아가 이러한 사회의 부정적 영향인 개인주의나 정치적 무관심 등에 대해서도 언급하였다.
1830년부터 1851년까지 그는 망슈 부서 (Manche department)에서 국회의원으로 활약한다. 의회에서 그는 노예폐지운동을 지지했으며 자유무역을 옹호했다. 그는 루이 필리프 (Louis Philippe) 정권 때부터 이어져온 알제리의 식민지화에 관한 주장에 동의하기도 했다. 토크빌은 1842년 망슈(Manche)지역의 법무 자문위원으로 뽑혔으며 1849년부터 1851년 사이에 그 부서의 노조의 장을 지냈다.
이후 전통적인 자유주의 정치전통을 대표하는 인물로 프랑스의 정치에 적극적으로 참여하였다. 처음에는 7월 왕정(1830년 ~ 1848년)에 참여하였고, 두 번째는 2차 공화정(1849년 ~ 1851년)에 참여하였다. 나폴레옹 3세의 1851년 쿠데타 이후에 정치에서 은퇴하여 《구체제와 프랑스 혁명》을 저술하였다.

## 철학
토크빌은 저서인 미국의 민주주의에서 상속법, 균등한 교육, 민주주의, 평등 그리고 자유라는 다섯 가지 키워드로 그의 사상적 성격을 잘 표현했다. 토크빌은 상속법이 미국의 평등에 많은 영향을 끼쳤다고 분석했다. 그 예 중 하나로 미국의 상속법을 들었는데 미국은 당시 유럽의 지배적 상속제도인 장자상속제도가 아닌 균등상속제도를 채택했는데 이는 모든 자손에게 동일 상속분을 의무화하는 법은 부의 분배를 가져왔고, 이는 사회전반의 경제적 평등에 이바지했다고 토크빌은 해석했다.
또한 미국 혁명의 영향을 받은 프랑스 혁명에 대해 그는 루이 16세 집권 중 발생한 프랑스 혁명을 귀족신분의 구체제와 중간 계급의 새 프랑스 간의 치열한 투쟁으로 보았고, 이는 그가 집권층과 피지배계층, 귀족주의와 민주주의, 원자화 대 중압집권화라는 이분법적 생각(사유) 방식을 가지게 했다고 보았다. 토크빌은 혁명의 실패는 추상적인 계몽 사상에만 빠져있었던 집권층의 경험부족으로 인해 발생했다고 해석했다. 토크빌은 의회 정부를 지지한 고전적인 자유주의자였지만 극단에 치우친 민주주의에 대해선 회의적이었다.
전 세계에서 어떤 나라도 미국처럼 기독교가 모든 사람의 영혼에 영향을 주는 나라는 없다.

## 종교
토크빌은 종교의 중요성을 강조하였다. 그는 신앙 없이 완전한 정치적 자유를 누리는 것이 불가능하다고 보았다. 자유를 누리기 위해서는 반드시 믿음을 가져야 한다는 것이다.  종교는 이기심을 버리고 이웃과 사회에 대한 봉사를 독려하는 역할을 한다고 보았다.  자유와 종교는 상생협력 관계에 있으며, 자유는 종교를 동반자요, 요람이며 신성한 원천으로 여긴다고 보았다.  올바른 마음의 관습이 전제되어야 자유가 존립할 수 있는 데, 그 마음의 관습은 종교에 바탕을 둔다고 생각하였다. 그는 자유와 종교를 함께 일구어 내는 것이 그의 30년 정치인생의 목표로 삼았다. 그는 자유를 은혜의 산물로 보며, 오직 창조주와의 관계 속에서만 자유를 이해할 수 있다고 주장하였다.  

## 존 스튜어트 밀과의 관계
토크빌은 밀과 서른 무렵에 깊은 우정을 나누었다. 밀은 1835년과 1840년 두 차례에 걸쳐 토크빌의 '미국의 민주주의 1권과 2권에 대해 '정치철학의 최고 권위자'로 토크빌을 꼽았다.  하지만 영국과 프랑스간의 사이가 안 좋아지면서 두 사람의 시각차가 달라지면서 서신교환이 끊겼다.  1856년 토크빌은 <구체제와 프랑스 혁명>을 밀에게 보냈으며, 밀은 답장으로 '자유에 대한 고결한 사랑'에 공감하였다. 1859년 밀은 토크빌에게 <자유론>을 보내주었고, 토크빌은 '자유에 대해 손을 맞잡고 같이 걸어 갈것'을 희망하였다. 두 달 뒤 토크빌은 사망하였다.

## 같이 보기
- 뱅자맹 콩스탕
- 페르디낭 드 레셉스
- 시민 사회
- 자유주의
- 부드러운 전제 정치
- 다수의 횡포